# Садов'як Дмитро Миколайович
Протоієрей Дими́трій Садов'я́к (2 серпня 1948, Обертин — 23 листопада 2015, Київ) — доктор теології, голова Синодального управління духовно-патріотичного виховання у зв'язках із Збройними силами та іншими військовими формуваннями України; голова Ради у справах душпастирської опіки при Міністерстві оборони України; настоятель Свято-Покровського храму на Солом'янці м. Києва.

## Родина
Народився в Обертині. Батьки: Ольга та Микола. Дружина — Анна. Діти — Ірина, Ольга.

## Військова кар'єра
Проходив строкову службу у Збройних силах.  Під час строкової служби закінчив курси офіцерів запасу з присвоєнням військового звання молодшого лейтенанта.
З 1970 по 1972 рр. призваний на дійсну кадрову службу Радянської Армії як офіцер запасу у званні лейтенанта.
Військове звання – лейтенант.
Радник ГУРК.

## Духовна кар'єра
- З 1972 р. по 1976 р. навчався у Московській духовній семінарії.
- Ректором Московської духовної академії і семінарії архієпископом Дмитровським Володимиром у Покровському академічному храмі Троїце-Сергієвої Лаври рукоположений 6 жовтня 1974 року в сан диякона, а 27 квітня 1975 р. — на священика.
- У 1976 р. вступив до Московської духовної академії, яку закінчив у 1980 р.
- У 1980 р. захистив кандидатську дисертацію на тему: «Понтифікат Папи Льва XIII (1878—1903 рр.)».
- Пізніше — священик храму Св. Архистратига Михаїла в м. Коломия Івано-Франківської області.
- У 1989 році рішенням Священного Синоду РПЦ направлений для пастирського служіння в Канаду та призначений секретарем патріаших парафій.
- З 1995 р. по 1998 р. навчався на докторській студії в Християнській Теологічній Академії м. Варшава. 2 липня 1998 р. успішно захистив докторську дисертацію на тему: «Петро Могила — Митрополит Київський».
- У 1998 р., з благословення Патріарха Філарета, призначений проректором Київської Духовної Академії і Семінарії.
- Рішенням Св. Синоду від 15 грудня 1999 року призначений головою Синодального управління духовно-патріотичного виховання у зв'язках із Збройними Силами та іншими військовими формуваннями України.
- З 2002 р. по 2015 р. — протоієрей Димитрій — настоятель Свято-Покровського храму на Солом'янці м. Києва.
- Рішенням Священного Синоду від 12 травня 2015 р. за станом здоров'я згідно прохання звільнений від обов'язків голови Синодального управління та члена Вищої Церковної Ради і призначений заступником голови Синодального управління військового духовенства.

## Смерть і поховання
Помер після важкої серцевої хвороби 23 листопада 2015 р. 24 листопада 2015 р. його було відспівано у Свято-Покровському храмі. Увечері того ж дня труну з тілом спочилого було перевезено до Коломиї. 25 листопада 2015 р. його було відспівано у Кафедральному Соборі Преображення Господнього м. Коломиї.
Похований на цвинтарі села Шепарівці біля м. Коломия.

## Відзнаки
- Удостоєний вищих церковних нагород: Ордену Архистратига Михаїла, Ордену рівноапостольних Кирила і Мефодія, Ордену Юрія Переможця, Ордену святого рівноапостольного князя Володимира Великого II та III ступенів та Ордену Христа Спасителя.
- Президентом України нагороджений Орденом «За заслуги» ІІІ ступеня.
- За співпрацю Церкви і війська удостоєний низки нагород від силових структур України.